# 普切利诺夫卡农村居民点
普切利诺夫卡农村居民点（俄语：Пчелиновское сельское поселение）是俄罗斯联邦沃罗涅日州博布罗夫区所属的一个农村居民点。其下辖有3个居民点，行政中心为普切利诺夫卡。据2016年统计，该农村居民点的人口为1467人。